# پرواز بدون بال
«پرواز بدون بال» (به انگلیسی: Flying Without Wings) تک‌آهنگی از وست‌لایف است که در ۱۸ اکتبر ۱۹۹۹ منتشر شد.
این تک‌آهنگ در چارت‌های ایرلند و انگلستان در رتبه اول و در چارت‌های نروژ و نیوزلند جزو ده ترانه اول قرار گرفت.